# Протопопов, Дмитрий Степанович
Дмитрий Степанович Протопопов (1808—1871) — государственный деятель Российской империи, член Совета министра государственных имуществ, тайный советник; публицист.

## Биография
Родился 12 (24) июля 1808 года в Москве. Отец — Степан Никитич Протопопов (1766—1829), протоиерей церкви Симеона Столпника Московской епархии Русской православной церкви. Мать — Мария Александровна (1772—после 1829). Крещён 18 июля 1808 года в церкви на Поварской при восприемстве князя Сергея Михайловича Голицына и княжны Анастасии Михайловны Голицыной.
Воспитывался в Заиконоспасском духовном училище и в Семинарии при Николо-Перервинском монастыре, где окончил курс одним из первых (лучших) учеников, а затем, не желая, как отец, посвятить себя духовному званию, поступил в 1828 году на юридический факультет Московского университета, где вскоре выделился своей основательностью и зрелыми суждениями; на заданную факультетом тему по политической экономии он написал конкурсное сочинение о кредите и банках, получив за него золотую медаль.
В 1832 году он окончил университетский курс со степенью кандидата и, приехав в Санкт-Петербург, определился с 14 октября в Канцелярию Комитета министров; в 1834 году перешёл в Департамент полиции, где занял должность столоначальника.
С 10 марта 1838 года стал служить в Третьем департаменте Министерства государственных имуществ — редактором в статистическом отделении. Здесь он стал одним из главных сотрудников в редакции «Журнала Министерства государственных имуществ» и «вскоре имел случай блистательно обнаружить свою подготовку к новым занятиям обширною статьей о производстве хлеба в России и торговле им; этот замечательный труд сделался впоследствии основанием всех дальнейших работ по тому же предмету».
Граф П. Д. Киселёв быстро оценил способности Протопопова, — и с этих пор возлагал на него ряд ответственных поручений. Так, в 1841 году Д. С. Протопопов был командирован в Московскую губернию для составления описания состояния государственных имуществ и государственных крестьян, после чего был назначен (1842) старшим членом Воронежской Комиссии для устройства оброчной подати, а затем — помощником начальника Губернской комиссии для уравнения государственных крестьян в денежных сборах сперва в Тамбовской (1843), а потом Воронежской (1844) губернии, заведующим делами по переложению податей в Воронежской, Тамбовской и Пензенской губерниях (1846) и, наконец, начальником Комиссии для уравнения денежных сборов с Государственных крестьян в Московской губернии (28 апреля 1848 года). «Это дело», говорит в воспоминании о Протопопове академик Я. К. Грот, «как нельзя более соответствовало его характеру, склонностям и неутомимой деятельности, в особенности потому, что оно давало возможность изучить экономические условия жизни Русского народа. Он предался ему всей душой и увлекал за собой своих сотрудников-подчиненных».
Служебная деятельность Дмитрия Степановича Протопопова дала ему возможность стать глубоким знатоком русской деревни, быта и потребностей народа, почему в 1849 году с ним искал знакомства Николай Васильевич Гоголь, занимавшийся тогда этими вопросами.
14 октября 1849 года он получил чин статского советника, а 26 августа 1856 года — действительного статского советника.
В 1850-х годах Протопопов Д. С. был управляющим Палатами государственных имуществ сперва в Смоленске, а затем (с 1858 по 1863 году) в Самаре; «беспрестанно объезжая волости и оказывая во всех случаях самую сердечную заботливость о судьбе крестьян, а вместе и неуклонную справедливость», он сумел приобрести любовь населения. В Смоленске, во время неурожая, Протопопов организовал дело помощи нуждавшимся крестьянам; при Палате в Смоленске, как потом и в Самаре, он открыл школу для крестьянских детей и сам с любовью и терпением давал им ежедневно уроки. В Самаре он успешно потрудился в деле отдачи казенных земель в аренду и в устроении переселенцев; здесь же он познакомился и подружился с философом-славянофилом Ю. Ф. Самариным, служившим тогда в Губернском присутствии.
Назначенный в 1863 году директором Второго Департамента Министерства государственных имуществ, Протопопов, по вызову Н. A. Милютина — одного из главных разработчиков Крестьянской реформы 1861 года, ездил с ним в Варшаву, для участия в составлении Положения о крестьянах Царства Польского, наделявшее землёй польских крестьян (см. Польское восстание). Будучи, со второй половины 1860-х годов, членом Совета министра государственных имуществ, 31 марта 1868 года был произведён в тайные советники.
После переезда в Санкт-Петербург, Д. С. Протопопов, филантроп в душе и на деле, со свойственным ему жаром, работал на поприще благотворительности: так, ему многим обязано Попечительство о бедных Андреевского прихода, бедные училища Гавани, Общество покровительства животным, Городская санитарная комиссия, не говоря уже о тех многочисленных бедняках, которым он постоянно и деятельно помогал. «Самоотверженная любовь к ближнему», писал Я. К. Грот, «соединялась в нем с глубоким благочестием, чуждым всякого ханжества и суеверия. Неистощимая доброта, горячее благоволение ко всем людям, доступность для всякого, были господствующей чертой его характера».
Скончался от рака печени 23 июля (4 августа) 1871 года в Павловске и был похоронен в Москве на кладбище Новодевичьего монастыря.

## Литературная деятельность
Внимательно следя за всеми явлениями русской литературы, Дмитрий Степанович Протопопов находил время и для собственных литературных занятий. Первой его статьёй стал разбор романа И. И. Лажечникова «Басурман», напечатанный в «Современнике» П. А. Плетнева (1838 год).
В «Журнале Министерства государственных имуществ» за разные годы он поместил несколько солидных работ по вопросам народного хозяйства; в журнале «Сельское хозяйство и лесоводство» за 1869 год он напечатал статью: «Скотоводство в Европейской России по Статистическому Временнику и Объяснениям к хозяйственному атласу» (отдельно издано в 1870 году в Петербурге).
В последние годы жизни он писал почти во всех главных столичных и московских газетах, а также в «Православном обозрении» статьи по поводу современных ему реформ и общественных вопросов (например о близко ему знакомом духовенстве, о положении крестьянства и т. п.).
В «Русском архиве» (1876 год, книга II) напечатано письмо Протопопова к Я. К. Гроту, касающееся Сперанского и его характера. Большинство своих статей Протопопов печатал или без подписи, или с одними инициалами.

## Семья
Был женат на Елене Васильевне Алексеевой (1826—02.06.1913). Их дети:
- Дмитрий (02.11.1865—1934),  земский деятель, депутат Государственной думы.
- Святослав (02.05.1867—?)

## Награды
За время службы был удостоен наград:
- орден Святой Анны 2-й степени (11.04.1847;  императорская корона к ордену — 06.04.1851)
- знак отличия беспорочной службы за XV лет (1849)
- орден Святого Владимира 3-й степени (1853)
- медаль «В память войны 1853—1856»
- орден Святого Станислава 1-й степени (1859)
- орден Святой Анны 1-й степени (1870)